# Profetas menores
São conhecidos como Profetas Menores os doze últimos Livros proféticos do Antigo Testamento. Eles são assim conhecidos pelo seu pequeno volume literário em comparação aos outros livros escritos pelos profetas maiores. São os seguintes:
- Oseias
- Joel
- Amós
- Obadias (ou Abdias)
- Jonas
- Miqueias
- Naum
- Habacuque (ou Habacuc)
- Sofonias
- Ageu
- Zacarias
- Malaquias